# Бармаккум
Бармаккум (каз. Бармаққұм, от «бармақ» — большой палец и «құм» — песок) — песчаный массив, на юге Тарбагатайского хребта, при впадении рек Катынсу и Эмель в озеро Алаколь. Находится на территории Урджарского района Абайской области Республики Казахстан. Площадь 720 км², абсолютная высота 383 м, длина 30 км, ширина до 25 км. Образован в четвертичный период. В восточной части имеются минеральные источники (Айнабулак). Используется как пастбище.